# Tribhuvana Mahadevi I
Tribhuvana Mahadevi I eller Paramavaishnavi Goswamini Devi, var en regerande drottning av det indiska Utkalariket i nuvarande Odisha mellan 845 och 863.  
Tribhuvana Mahadevi I:s ursprung är okänt, men hon tros ha varit dotter till en kung av Gangadynastin, som hennes makes rike var i konflikt med, och deras äktenskap ett fredsfördrag mellan rikena.  Hon gifte sig med kung Santikara I ur Bhaumakaradynastin, och blev mor till kung Shubhakara III. 
Efter sin sons död besteg hon själv tronen istället för sin omyndige sonson Santikara II. Riket befann sig då i en dålig situation då dess vasaller gjorde uppror mot en dynasti de uppfattade befann sig i ett svag tillstånd, men hon lyckades säkra kontroll över tronen, slå ned upproren och etablera kontroll över hela riket med hjälp av sin (oidentifierade) far, som beskrivs som en utländsk kung. 
Hon fick ett gott eftermäle, och beskrivs som en klok regent som utövade en effektiv administration över riket, hade ett välutvecklat militärsystem, inte förtryckte allmänheten och gav kvinnor utökade rättigheter, och hon utgjorde ett gott prejudikat för de följande kvinnliga regenterna i samma rike. I den offentliga retoriken jämfördes hon med gudinnan Shakti, och hon beskrivs som en hängiven hindu, som dock inte förföljde buddhismen. Hon lät uppföra tempelkomplexet Baitala Deula. 
Hon abdikerade tronen för att bereda plats åt sin sonson Santikara II, när han blivit gammal nog att regera.